# Gavião (freguesia)
A Freguesia de Gavião foi a freguesia-sede do Município do Gavião tendo 58,45 km² de área e 1 609 habitantes (2011), e, por isso, uma densidade populacional de 27,5 hab/km².
A Freguesia de Gavião foi extinta em 2013, no âmbito de uma reforma administrativa nacional, para, em conjunto com a Freguesia de Atalaia, formar uma nova freguesia denominada União das Freguesias de Gavião e Atalaia da qual é a sede.
Entre 26 de Novembro de 1895 e 13 de Janeiro de 1898, com a reforma administrativa de D. Carlos I que extinguiu o concelho de Gavião, fez parte do concelho (atual município) de Nisa.
Ambiente tranquilo de casas simples, num espaço onde se misturam muros, beirados, chaminés, terreiros livres, jardins floridos, baloiços, torres de pequenas capelas e um sério pelourinho, sinal da lei e da justiça do passado. Espalhados, por aqui e por ali, ofícios de outros tempos, cantarias desenhadas e saliências brasonadas. Perto, a praia fluvial do Alamal local paradisíaco pelo quadro natural que envolve.

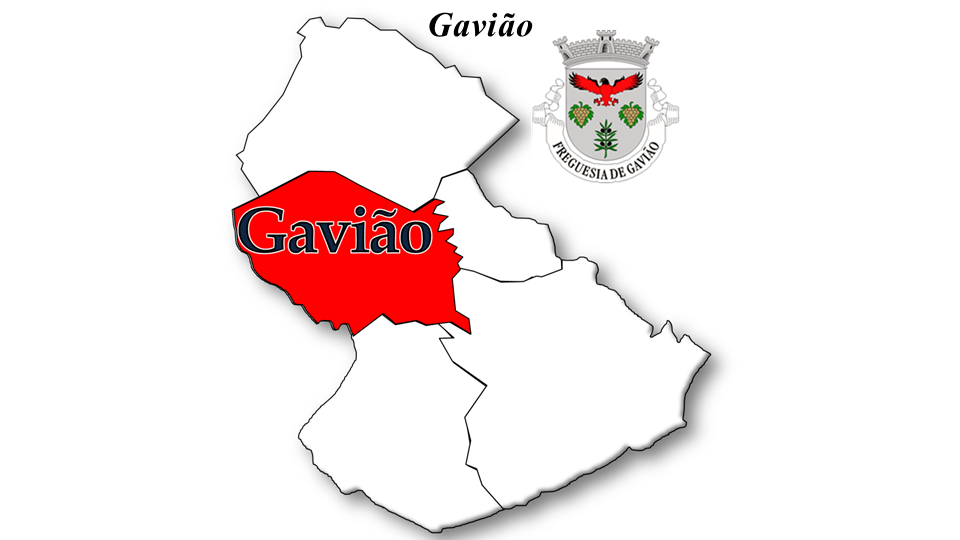
Localização no Município de Gavião

## População
| População da freguesia de Gavião | População da freguesia de Gavião | População da freguesia de Gavião | População da freguesia de Gavião | População da freguesia de Gavião | População da freguesia de Gavião | População da freguesia de Gavião | População da freguesia de Gavião | População da freguesia de Gavião | População da freguesia de Gavião | População da freguesia de Gavião | População da freguesia de Gavião | População da freguesia de Gavião | População da freguesia de Gavião | População da freguesia de Gavião |
| -------------------------------- | -------------------------------- | -------------------------------- | -------------------------------- | -------------------------------- | -------------------------------- | -------------------------------- | -------------------------------- | -------------------------------- | -------------------------------- | -------------------------------- | -------------------------------- | -------------------------------- | -------------------------------- | -------------------------------- |
| 1864                             | 1878                             | 1890                             | 1900                             | 1911                             | 1920                             | 1930                             | 1940                             | 1950                             | 1960                             | 1970                             | 1981                             | 1991                             | 2001                             | 2011                             |
| 1 704                            | 1 799                            | 2 064                            | 2 040                            | 2 251                            | 2 483                            | 2 680                            | 2 931                            | 3 020                            | 2 801                            | 2 006                            | 2 021                            | 2 006                            | 1 814                            | 1 609                            |

## Actividades Económicas
Agricultura, indústrias de madeira e da cortiça e pequeno comércio.

## Património
- Pelourinho de Gavião